# US Open de 2017
O US Open de 2017 foi um torneio de tênis disputado nas quadras duras do USTA Billie Jean King National Tennis Center, no Flushing Meadows-Corona Park, no distrito do Queens, em Nova York, nos Estados Unidos, entre 28 de agosto e 10 de setembro. Corresponde à 50ª edição da era aberta e à 137ª de todos os tempos.
O suíço Stan Wawrinka operou o joelho esquerdo e não pôde defender o título. Angelique Kerber, que se tornou número 1 ao conquistar o título do ano passado, entrou nessa edição sem o mesmo posto no ranking e, em uma temporada declinante, foi eliminada na primeira rodada.
Depois de quatro anos, Rafael Nadal conquistou o terceiro US Open - o 16º Grand Slam - contra o sul-americano Kevin Anderson. Entre as mulheres, duas finalistas inéditas, num confronto norte-americano que premiou Sloane Stephens contra Madison Keys.
Nas duplas, Jean-Julien Rojer e Horia Tecău celebraram a parceria no segundo Slam, enquanto que Martina Hingis ganhou o título de femininas (o 13º) e mistas (a 7º) ao lado de Chan Yung-jan (inédito) e Jamie Murray (o 2º ao lado da suíça e o 3º no geral), respectivamente.

## Armstrong temporária
A Louis Armstrong Stadium, uma das quadras principais no passado recente, com 10.600 lugares, foi demolida depois do evento de 2016 para dar lugar a um novo espaço de disputa, com o mesmo nome, prometido para 2018, onde caberão 14.000 pessoas. Uma Louis Armstrong temporária, com 8.500 assentos, foi disponibilizada para a edição de 2017.

## Regras experimentais
A Federação de Tênis dos Estados unidos testou duas regras experimentais na edição corrente: a implantação de um cronômetro para combater o jogo lento, a demora em aquecimentos e paradas médicas, e a permissão na comunicação entre jogador e treinador - verbal, se o primeiro estiver perto do box da comissão técnica, ou por sinais, se estiver do lado oposto na quadra. Ambas foram aplicadas apenas em partidas do qualificatório, juvenil, para cadeirantes e convidados.

## Transmissão
Esta é a lista de países e canais designados a transmitir o torneio durante a edição em questão:
Países lusófonos

| País(es) | Canal(is)          |
| -------- | ------------------ |
| Brasil   | ESPN Brasil SporTV |
| Portugal | Eurosport          |

Resto do mundo
| País(es)                                 | Canal(is)                      |
| Países avulsos                           |                                |
| ---------------------------------------- | ------------------------------ |
| Austrália                                | SBS                            |
| Áustria                                  | ORF                            |
| Canadá                                   | RDS [en] TSN                   |
| Chéquia                                  | O2 [en]                        |
| China                                    | CCTV-5 Tencent                 |
| Estados Unidos                           | ESPN                           |
| Índia                                    | STAR                           |
| Japão                                    | WOWOW                          |
| Luxemburgo                               | RTL [en]                       |
| Suíça                                    | SRG SSR                        |
| Regiões                                  |                                |
| África                                   | Canal+ Afrique [en] SuperSport |
| América Central América do Sul espanhola | ESPN                           |
| Europa                                   | Eurosport                      |
| Oceania                                  | ESPN Oceania                   |
| Oriente Médio                            | beIN Sports                    |

## Pontuação e premiação

### Distribuição de pontos
ATP e WTA informam suas pontuações em Grand Slam, distintas entre si, em simples e em duplas. A ITF responde exclusivamente pelos juvenis e cadeirantes.
Considerados torneios amistosos, os de duplas mistas e os de convidados não geram pontos.
No juvenil, os simplistas jogam duas fases de qualificatório, mas só os que passam à chave principal pontuam. Em duplas, a pontuação é por jogador. A partir da fase com 16, os competidores recebem pontos adicionais de bônus (os valores da tabela já somam as duas pontuações).

#### Profissional
| Evento            | V    | F    | SF  | QF  | R16 | R32 | R64 | R128 | Q  | Q3 | Q2 | Q1 |
| Simples masculino | 2000 | 1200 | 720 | 360 | 180 | 90  | 45  | 10   | 25 | 16 | 8  | 0  |
| Duplas masculinas | 2000 | 1200 | 720 | 360 | 180 | 90  | 0   | —    | —  | —  | —  | —  |
| Simples feminino  | 2000 | 1300 | 780 | 430 | 240 | 130 | 70  | 10   | 40 | 30 | 20 | 2  |
| Duplas femininas  | 2000 | 1300 | 780 | 430 | 240 | 130 | 10  | —    | —  | —  | —  | —  |

| Evento            | V   | F   | SF  | QF  | R16 | R32 | R64 | Q  | Q2 | Q1 |
| Simples Masculino | 375 | 270 | 180 | 120 | 75  | 30  | 25* | 20 | 0  | 0  |
| Simples Feminino  | 375 | 270 | 180 | 120 | 75  | 30  | 25* | 20 | 0  | 0  |
| Duplas Masculinas | 270 | 180 | 120 | 75  | 45  | 0   | —   | —  | —  | —  |
| Duplas Femininas  | 270 | 180 | 120 | 75  | 45  | 0   | —   | —  | —  | —  |

| Evento               | V   | F   | SF/ 3º lugar | QF/ 4º lugar |
| Simples              | 800 | 500 | 375          | 100          |
| Simples tetraplégico | 800 | 500 | 375          | 100          |
| Duplas               | 800 | 500 | 100          | —            |
| Duplas tetraplégicas | 800 | 100 | —            | —            |

### Premiação
A premiação geral aumentou 9% em relação a 2016. Os títulos de simples tiveram um acréscimo de US$ 200.000 cada.
O US Open possui o mesmo número de participantes - 128 - nas chaves do qualificatório masculino e feminino, o que não acontece nos outros Slam. Os valores para duplas são por par. Diferentemente da pontuação, não há recompensa aos vencedores do qualificatório.
Juvenis não são pagos. Outras disputas, como a de cadeirantes, não tiveram os valores detalhados; estão inclusos em "Outros eventos".
| Evento        | V             | F             | SF          | QF          | Últimos 16  | Últimos 32  | Últimos 64 | Últimos 128 | Q3         | Q2         | Q1        |
| Contemplados  | 1             | 1             | 2           | 4           | 8           | 16          | 32         | 64          | 16         | 32         | 64        |
| Simples (2)   | US$ 3.700.000 | US$ 1.825.000 | US$ 920.000 | US$ 470.000 | US$ 253.625 | US$ 144.000 | US$ 86.000 | US$ 50.000  | US$ 27.000 | US$ 15.700 | US$ 8.000 |
| Duplas (2)    | US$ 675.000   | US$ 340.000   | US$ 160.000 | US$ 82.000  | US$ 44.000  | US$ 26.500  | US$ 16.500 | —           | —          | —          | —         |
| Duplas mistas | US$ 150.000   | US$ 70.000    | US$ 30.000  | US$ 15.000  | US$ 10.000  | US$ 5.000   | —          | —           | —          | —          | —         |

Outros eventos: US$ 600.000
Total dos eventos: US$ 48.986.800
Per diem (estimado): US$ 1.478.000
Total da premiação: US$ 50.464.800

### Premiação extra
A premiação extra do US Open Series deixou de ser dada a partir do US Open de 2017.

## Cabeças de chave
Cabeças baseados(as) nos rankings de 21 de agosto de 2017. Dados de Ranking e Pontos anteriores são de 28 de agosto de 2017.
A colocação individual nos rankings de duplas masculinas e femininas ajudam a definir os cabeças de chaves nestas categorias e também na de mistas.
Em verde, o(s) cabeça(s) de chave campeão(ões). Em vermelho, o(s) vice-campeão(ões).

### Simples

#### Masculino
| Cabeça | Ranking | Jogador               | Pontos anteriores | Pontos a defender | Pontos conquistados | Nova pontuação | Eliminado na | Eliminado por              |
| ------ | ------- | --------------------- | ----------------- | ----------------- | ------------------- | -------------- | ------------ | -------------------------- |
| 1      | 1       | Rafael Nadal          | 7.645             | 180               | 2.000               | 9.465          | Campeão      | –                          |
| 3      | 3       | Roger Federer         | 7.145             | 0                 | 360                 | 7.505          | QF           | Juan Martín del Potro [24] |
| 4      | 6       | Alexander Zverev      | 4.470             | 45                | 45                  | 4.470          | 2ª fase      | Borna Ćorić                |
| 5      | 7       | Marin Čilić           | 4.155             | 90                | 90                  | 4.155          | 3ª fase      | Diego Schwartzman [29]     |
| 6      | 8       | Dominic Thiem         | 4.030             | 180               | 180                 | 4.030          | 4ª fase      | Juan Martín del Potro [24] |
| 7      | 9       | Grigor Dimitrov       | 3.710             | 180               | 45                  | 3.575          | 2ª fase      | Andrey Rublev              |
| 8      | 12      | Jo-Wilfried Tsonga    | 2.690             | 360               | 45                  | 2.375          | 2ª fase      | Denis Shapovalov [Q]       |
| 9      | 14      | David Goffin          | 2.525             | 10                | 180                 | 2.695          | 4ª fase      | Andrey Rublev              |
| 10     | 15      | John Isner            | 2.425             | 90                | 90                  | 2.425          | 3ª fase      | Mischa Zverev [23]         |
| 11     | 13      | Roberto Bautista Agut | 2.525             | 90                | 90                  | 2.525          | 3ª fase      | Juan Martín del Potro [24] |
| 12     | 19      | Pablo Carreño Busta   | 2.225             | 90                | 720                 | 2.855          | SF           | Kevin Anderson [28]        |
| 13     | 16      | Jack Sock             | 2.345             | 180               | 10                  | 2.175          | 1ª fase      | Jordan Thompson            |
| 14     | 17      | Nick Kyrgios          | 2.325             | 90                | 10                  | 2.245          | 1ª fase      | John Millman [PR]          |
| 15     | 18      | Tomáš Berdych         | 2.310             | 0                 | 45                  | 2.355          | 2ª fase      | Alexandr Dolgopolov        |
| 16     | 20      | Lucas Pouille         | 2.210             | 360               | 180                 | 2.030          | 4ª fase      | Diego Schwartzman [29]     |
| 17     | 21      | Sam Querrey           | 2.095             | 10                | 360                 | 2.445          | QF           | Kevin Anderson [28]        |
| 18     | 22      | Gaël Monfils          | 1.915             | 720               | 90                  | 1.285          | 3ª fase, ab. | David Goffin [9]           |
| 19     | 23      | Gilles Müller         | 1.885             | 10                | 45                  | 1.920          | 2ª fase      | Paolo Lorenzi              |
| 20     | 24      | Albert Ramos Viñolas  | 1.815             | 45                | 45                  | 1.815          | 2ª fase      | Nicolas Mahut [Q]          |
| 21     | 25      | David Ferrer          | 1.695             | 90                | 10                  | 1.615          | 1ª fase      | Mikhail Kukushkin [Q]      |
| 22     | 26      | Fabio Fognini         | 1.580             | 45                | 10                  | 1.545          | 1ª fase      | Stefano Travaglia [Q]      |
| 23     | 27      | Mischa Zverev         | 1.484             | 70                | 180                 | 1.594          | 4ª fase      | Sam Querrey [17]           |
| 24     | 28      | Juan Martín del Potro | 1.460             | 360               | 720                 | 1.820          | SF           | Rafael Nadal [1]           |
| 25     | 29      | Karen Khachanov       | 1.390             | 70                | 10                  | 1.330          | 1ª fase      | Lu Yen-hsun                |
| 26     | 30      | Richard Gasquet       | 1.390             | 10                | 10                  | 1.390          | 1ª fase      | Leonardo Mayer [LL]        |
| 27     | 31      | Pablo Cuevas          | 1.360             | 45                | 10                  | 1.325          | 1ª fase      | Damir Džumhur              |
| 28     | 32      | Kevin Anderson        | 1.360             | 90                | 1.200               | 2.470          | F            | Rafael Nadal [1]           |
| 29     | 33      | Diego Schwartzman     | 1.280             | 10+90             | 360+45              | 1.585          | QF           | Pablo Carreño Busta [12]   |
| 30     | 34      | Adrian Mannarino      | 1.255             | 10                | 90                  | 1.335          | 3ª fase      | Dominic Thiem [6]          |
| 31     | 35      | Feliciano López       | 1.250             | 45                | 90                  | 1.295          | 3ª fase      | Roger Federer [3]          |
| 32     | 36      | Robin Haase           | 1.168             | 10+48             | 10+45               | 1.165          | 1ª fase      | Kyle Edmund                |
| 33     | 37      | Philipp Kohlschreiber | 1.135             | 10                | 180                 | 1.305          | 4ª fase      | Roger Federer [3]          |

##### Desistências
| Ranking | Jogador        | Pontos anteriores | Pontos a defender | Nova pontuação | Motivo                    |
| ------- | -------------- | ----------------- | ----------------- | -------------- | ------------------------- |
| 2       | Andy Murray    | 7.150             | 360               | 6.790          | Lesão no quadril esquerdo |
| 4       | Stan Wawrinka  | 5.690             | 2.000             | 3.690          | Lesão no joelho esquerdo  |
| 5       | Novak Djokovic | 5.325             | 1.200             | 4.125          | Lesão no cotovelo direito |
| 10      | Kei Nishikori  | 3.195             | 720               | 2.475          | Lesão no punho direito    |
| 11      | Milos Raonic   | 2.870             | 45                | 2.825          | Lesão no punho esquerdo   |

#### Feminino
| Cabeça | Ranking | Jogadora                   | Pontos anteriores | Pontos a defender | Pontos conquistados | Nova pontuação | Eliminada na | Eliminada por         |
| ------ | ------- | -------------------------- | ----------------- | ----------------- | ------------------- | -------------- | ------------ | --------------------- |
| 1      | 1       | Karolína Plíšková          | 6.390             | 1.300             | 430                 | 5.520          | QF           | Coco Vandeweghe [20]  |
| 2      | 2       | Simona Halep               | 6.385             | 430               | 10                  | 5.965          | 1ª fase      | Maria Sharapova [WC]  |
| 3      | 3       | Garbiñe Muguruza           | 5.860             | 70                | 240                 | 6.030          | 4ª fase      | Petra Kvitová [13]    |
| 4      | 4       | Elina Svitolina            | 5.530             | 130               | 240                 | 5.640          | 4ª fase      | Madison Keys [15]     |
| 5      | 5       | Caroline Wozniacki         | 5.350             | 780               | 70                  | 4.640          | 2ª fase      | Ekaterina Makarova    |
| 6      | 6       | Angelique Kerber           | 5.146             | 2.000             | 10                  | 3.156          | 1ª fase      | Naomi Osaka           |
| 7      | 7       | Johanna Konta              | 4.750             | 240               | 10                  | 4.520          | 1ª fase      | Aleksandra Krunić     |
| 8      | 8       | Svetlana Kuznetsova        | 4.410             | 70                | 70                  | 4.410          | 2ª fase      | Kurumi Nara           |
| 9      | 9       | Venus Williams             | 4.216             | 240               | 780                 | 4.756          | SF           | Sloane Stephens [PR]  |
| 10     | 11      | Agnieszka Radwańska        | 3.570             | 240               | 130                 | 3.460          | 3ª fase      | Coco Vandeweghe [20]  |
| 11     | 10      | Dominika Cibulková         | 3.830             | 130               | 70                  | 3.770          | 2ª fase      | Sloane Stephens [PR]  |
| 12     | 12      | Jeļena Ostapenko           | 3.382             | 10                | 130                 | 3.502          | 3ª fase      | Daria Kasatkina       |
| 13     | 14      | Petra Kvitová              | 3.120             | 240               | 430                 | 3.310          | QF           | Venus Williams [9]    |
| 14     | 13      | Kristina Mladenovic        | 3.155             | 70                | 10                  | 3.095          | 1ª fase      | Monica Niculescu      |
| 15     | 16      | Madison Keys               | 2.343             | 240               | 1.300               | 3.403          | F            | Sloane Stephens [PR]  |
| 16     | 17      | Anastasija Sevastova       | 2.295             | 430               | 430                 | 2.295          | QF           | Sloane Stephens [PR]  |
| 17     | 18      | Elena Vesnina              | 2.140             | 130               | 130                 | 2.140          | 3ª fase      | Madison Keys [15]     |
| 18     | 19      | Caroline Garcia            | 2.135             | 130               | 130                 | 2.135          | 3ª fase      | Petra Kvitová [13]    |
| 19     | 21      | Anastasia Pavlyuchenkova}} | 2.065             | 130               | 10                  | 1.945          | 1ª fase      | Christina McHale      |
| 20     | 22      | Coco Vandeweghe            | 1.994             | 10                | 780                 | 2.764          | SF           | Madison Keys [15]     |
| 21     | 23      | Ana Konjuh                 | 1.805             | 430               | 10                  | 1.385          | 1ª fase      | Ashleigh Barty        |
| 22     | 24      | Peng Shuai                 | 1.800             | 10                | 70                  | 1.860          | 2ª fase      | Donna Vekić           |
| 23     | 25      | Barbora Strýcová           | 1.725             | 10                | 70                  | 1.785          | 2ª fase      | Jennifer Brady        |
| 24     | 27      | Kiki Bertens               | 1.670             | 10                | 10                  | 1.670          | 1ª fase      | Maria Sakkari         |
| 25     | 20      | Daria Gavrilova            | 2.075             | 10                | 70                  | 2.135          | 2ª fase      | Shelby Rogers         |
| 26     | 29      | Anett Kontaveit            | 1.630             | 10                | 10                  | 1.630          | 1ª fase      | Lucie Šafářová        |
| 27     | 26      | Zhang Shuai                | 1.685             | 130               | 130                 | 1.685          | 3ª fase      | Karolína Plíšková [1] |
| 28     | 30      | Lesia Tsurenko             | 1.625             | 240               | 10                  | 1.395          | 1ª fase      | Yanina Wickmayer      |
| 29     | 31      | Mirjana Lučić-Baroni       | 1.615             | 70                | 70                  | 1.615          | 2ª fase      | Carla Suárez Navarro  |
| 30     | 33      | Julia Görges               | 1.570             | 70                | 240                 | 1.740          | 4ª fase      | Sloane Stephens [PR]  |
| 31     | 32      | Magdaléna Rybáriková       | 1.577             | 0                 | 130                 | 1.707          | 3ª fase      | Garbiñe Muguruza [3]  |
| 32     | 34      | Lauren Davis               | 1.476             | 70                | 10                  | 1.416          | 1ª fase      | Sofia Kenin [WC]      |

##### Desistências
| Ranking | Jogadora         | Pontos anteriores | Pontos a defender | Nova pontuação | Motivo                            |
| ------- | ---------------- | ----------------- | ----------------- | -------------- | --------------------------------- |
| 7       | Serena Williams  | 2.810             | 780               | 2.030          | Gravidez                          |
| 25      | Timea Bacsinszky | 1.658             | 70                | 1.588          | Lesões na perna esquerda e na mão |

### Duplas
| Cabeça | Ranking | Equipe                | Equipe               |
| ------ | ------- | --------------------- | -------------------- |
| 1      | 3       | Henri Kontinen        | John Peers           |
| 2      | 7       | Łukasz Kubot          | Marcelo Melo         |
| 3      | 13      | Pierre-Hugues Herbert | Nicolas Mahut        |
| 4      | 13      | Jamie Murray          | Bruno Soares         |
| 5      | 18      | Bob Bryan             | Mike Bryan           |
| 6      | 25      | Ivan Dodig            | Marcel Granollers    |
| 7      | 28      | Raven Klaasen         | Rajeev Ram           |
| 8      | 32      | Ryan Harrison         | Michael Venus        |
| 9      | 35      | Oliver Marach         | Mate Pavić           |
| 10     | 42      | Rohan Bopanna         | Pablo Cuevas         |
| 11     | 45      | Feliciano López       | Marc López           |
| 12     | 57      | Jean-Julien Rojer     | Horia Tecău          |
| 13     | 67      | Brian Baker           | Nikola Mektić        |
| 14     | 77      | Julio Peralta         | Horacio Zeballos     |
| 15     | 78      | Santiago González     | Donald Young         |
| 16     | 80      | Sam Groth             | Aisam-ul-Haq Qureshi |

| Cabeça | Ranking | Equipe              | Equipe                      |
| ------ | ------- | ------------------- | --------------------------- |
| 1      | 6       | Ekaterina Makarova  | Elena Vesnina               |
| 2      | 11      | Chan Yung-jan       | Martina Hingis              |
| 3      | 12      | Lucie Šafářová      | Barbora Strýcová            |
| 4      | 18      | Sania Mirza         | Peng Shuai                  |
| 5      | 26      | Tímea Babos         | Andrea Hlaváčková           |
| 6      | 29      | Ashleigh Barty      | Casey Dellacqua             |
| 7      | 31      | Lucie Hradecká      | Kateřina Siniaková          |
| 8      | 40      | Anna-Lena Grönefeld | Květa Peschke               |
| 9      | 48      | Gabriela Dabrowski  | Xu Yifan                    |
| 10     | 49      | Abigail Spears      | Katarina Srebotnik          |
| 11     | 55      | Kiki Bertens        | Johanna Larsson             |
| 12     | 58      | Hsieh Su-wei        | Monica Niculescu            |
| 13     | 63      | Kristina Mladenovic | Anastasia Pavlyuchenkova    |
| 14     | 64      | Andreja Klepač      | María José Martínez Sánchez |
| 15     | 71      | Makoto Ninomiya     | Renata Voráčová             |
| 16     | 77      | Nao Hibino          | Alicja Rosolska             |

#### Mistas
| Cabeça | Ranking | Equipe             | Equipe                 |
| ------ | ------- | ------------------ | ---------------------- |
| 1      | 11      | Martina Hingis     | Jamie Murray           |
| 2      | 19      | Sania Mirza        | Ivan Dodig             |
| 3      | 24      | Chan Hao-ching     | Michael Venus          |
| 4      | 26      | Tímea Babos        | Bruno Soares           |
| 5      | 27      | Casey Dellacqua    | Rajeev Ram             |
| 6      | 38      | Andrea Hlaváčková  | Édouard Roger-Vasselin |
| 7      | 39      | Gabriela Dabrowski | Rohan Bopanna          |
| 8      | 45      | Lucie Hradecká     | Marcin Matkowski       |

## Convidados à chave principal
Os jogadores a seguir receberam convite para disputar diretamente a chave principal, baseados em seleção interna ou desempenhos recentes.

### Simples
| Masculino | Feminino |
| --- | --- |
| - Geoffrey Blancaneaux - Alex De Minaur - Christopher Eubanks - Bjorn Fratangelo - Taylor Fritz - Thai-Son Kwiatkowski - Patrick Kypson - Tommy Paul | - Kayla Day - Amandine Hesse - Sofia Kenin - Ashley Kratzer - Brienne Minor - Arina Rodionova - Maria Sharapova - Taylor Townsend |

### Duplas
| Masculinas | Femininas | Mistas |
| --- | --- | --- |
| - William Blumberg / Spencer Papa - Christopher Eubanks / Christian Harrison - Taylor Fritz / Reilly Opelka - Steve Johnson / Tommy Paul - Vasil Kirkov / Danny Thomas - Bradley Klahn / Scott Lipsky - Austin Krajicek / Jackson Withrow | - Kristie Ahn / Irina Falconi - Amanda Anisimova / Emina Bektas - Julia Boserup / Nicole Gibbs - Jacqueline Cako / Sachia Vickery - Kayla Day / Caroline Dolehide - Francesca Di Lorenzo / Allie Kiick - Taylor Johnson / Claire Liu | - Kristie Ahn / Tennys Sandgren - Amanda Anisimova / Christian Harrison - Jennifer Brady / Bjorn Fratangelo - Louisa Chirico / Bradley Klahn - Liezel Huber / Danny Thomas - Sofia Kenin / Michael Mmoh - Jamie Loeb / Mitchell Krueger - Nicole Melichar / Jackson Withrow |

## Qualificados à chave principal
O qualificatório aconteceu no USTA Billie Jean King National Tennis Center entre 22 de 25 de agosto de 2017.

### Simples
| Masculino | Feminino |
| --- | --- |
| 1. Maximilian Marterer 2. Denis Shapovalov 3. Radu Albot 4. Václav Šafránek 5. JC Aragone 6. Mikhail Kukushkin 7. Cameron Norrie 8. Stefano Travaglia 9. Cedrik-Marcel Stebe 10. Adrián Menéndez-Maceiras 11. Vincent Millot 12. John-Patrick Smith 13. Evan King 14. Nicolas Mahut 15. Darian King 16. Tim Smyczek | 1. Kaia Kanepi 2. Anna Zaja 3. İpek Soylu 4. Mihaela Buzărnescu 5. Rebecca Peterson 6. Sachia Vickery 7. Danielle Lao 8. Claire Liu 9. Sofya Zhuk 10. Kateryna Kozlova 11. Anna Blinkova 12. Viktória Kužmová 13. Allie Kiick 14. Nicole Gibbs 15. Tereza Martincová 16. Lesley Kerkhove |

Lucky losers
| 1. Leonardo Mayer 2. Lukáš Lacko |

## Eliminações em simples

### Masculino
| Final                      | Final                        | Final                      | Final                    |
| -------------------------- | ---------------------------- | -------------------------- | ------------------------ |
| Kevin Anderson [28]        |                              |                            |                          |
| Semifinais                 |                              |                            |                          |
| Juan Martín del Potro [24] | Juan Martín del Potro [24]   | Pablo Carreño Busta [12]   | Pablo Carreño Busta [12] |
| Quartas de final           |                              |                            |                          |
| Andrey Rublev              | Roger Federer [3]            | Sam Querrey [17]           | Diego Schwartzman [29]   |
| Quarta fase                |                              |                            |                          |
| Alexandr Dolgopolov        | David Goffin [9]             | Philipp Kohlschreiber [33] | Dominic Thiem [6]        |
| Mischa Zverev [23]         | Paolo Lorenzi                | Denis Shapovalov (Q)       | Lucas Pouille [16]       |
| Terceira fase              |                              |                            |                          |
| Leonardo Mayer (LL)        | Viktor Troicki               | Gaël Monfils [18]          | Damir Džumhur            |
| Feliciano López [31]       | John Millman (PR)            | Roberto Bautista Agut [11] | Adrian Mannarino [30]    |
| Radu Albot (Q)             | John Isner [10]              | Thomas Fabbiano            | Borna Ćorić              |
| Kyle Edmund                | Nicolas Mahut (Q)            | Mikhail Kukushkin (Q)      | Marin Čilić [5]          |
| Segunda fase               |                              |                            |                          |
| Taro Daniel                | Yūichi Sugita                | Stefano Travaglia (Q)      | Tomáš Berdych [15]       |
| Guido Pella                | Donald Young                 | Cedrik-Marcel Stebe (Q)    | Grigor Dimitrov [7]      |
| Mikhail Youzhny            | Fernando Verdasco            | Santiago Giraldo           | Malek Jaziri             |
| Dustin Brown               | Adrián Menéndez-Maceiras (Q) | Bjorn Fratangelo (WC)      | Taylor Fritz (WC)        |
| Dudi Sela                  | Lu Yen-hsun                  | Benoît Paire               | Chung Hyeon              |
| Jordan Thompson            | Gilles Müller [19]           | Ernests Gulbis (PR)        | Alexander Zverev [4]     |
| Jo-Wilfried Tsonga [8]     | Steve Johnson                | Albert Ramos Viñolas [20]  | Cameron Norrie (Q)       |
| Jared Donaldson            | Evgeny Donskoy               | Janko Tipsarević           | Florian Mayer            |
| Primeira fase              |                              |                            |                          |
| Dušan Lajović              | Tommy Paul (WC)              | Geoffrey Blancaneaux (WC)  | Richard Gasquet [26]     |
| Fabio Fognini [22]         | Norbert Gombos               | Jan-Lennard Struff         | Ryan Harrison            |
| Julien Benneteau           | Steve Darcis                 | Maximilian Marterer (Q)    | Jérémy Chardy            |
| Pablo Cuevas [27]          | Nicolás Kicker               | Aljaž Bedene               | Václav Šafránek (Q)      |
| Frances Tiafoe             | Blaž Kavčič                  | Vasek Pospisil             | Andrey Kuznetsov         |
| Tim Smyczek (Q)            | Vincent Millot (Q)           | Thiago Monteiro            | Nick Kyrgios [14]        |
| Andreas Seppi              | Thomaz Bellucci              | Patrick Kypson (WC)        | Henri Laaksonen          |
| Ričardas Berankis (PR)     | Ivo Karlović                 | Marcos Baghdatis           | Alex De Minaur (WC)      |
| Gilles Simon               | Christopher Eubanks (WC)     | Ernesto Escobedo           | Karen Khachanov [25]     |
| Thai-Son Kwiatkowski (WC)  | Lukáš Lacko (LL)             | Horacio Zeballos           | Pierre-Hugues Herbert    |
| Jack Sock [13]             | John-Patrick Smith (Q)       | João Sousa                 | Bernard Tomic            |
| JC Aragone (Q)             | Alessandro Giannessi         | Jiří Veselý                | Darian King (Q)          |
| Marius Copil               | Daniil Medvedev              | Nicolás Almagro            | Robin Haase [32]         |
| Denis Istomin              | Márton Fucsovics             | Dmitry Tursunov (PR)       | Evan King (Q)            |
| Ruben Bemelmans            | Nikoloz Basilashvili         | Andreas Haider-Maurer (PR) | David Ferrer [21]        |
| Carlos Berlocq             | Thanasi Kokkinakis (PR)      | Rogério Dutra Silva        | Tennys Sandgren          |

### Feminino
| Final                  | Final                     | Final                    | Final                         |
| ---------------------- | ------------------------- | ------------------------ | ----------------------------- |
| Madison Keys [15]      |                           |                          |                               |
| Semifinais             |                           |                          |                               |
| Coco Vandeweghe [20]   | Coco Vandeweghe [20]      | Venus Williams [9]       | Venus Williams [9]            |
| Quartas de final       |                           |                          |                               |
| Karolína Plíšková [1]  | Kaia Kanepi [Q]           | Petra Kvitová [13]       | Anastasija Sevastova [16]     |
| Quarta fase            |                           |                          |                               |
| Jennifer Brady         | Lucie Šafářová            | Elina Svitolina [4]      | Daria Kasatkina               |
| Carla Suárez Navarro   | Garbiñe Muguruza [3]      | Julia Görges [30]        | Maria Sharapova (WC)          |
| Terceira fase          |                           |                          |                               |
| Zhang Shuai [27]       | Monica Niculescu          | Agnieszka Radwańska [10] | Kurumi Nara                   |
| Shelby Rogers          | Elena Vesnina [17]        | Jeļena Ostapenko [12]    | Naomi Osaka                   |
| Ekaterina Makarova     | Maria Sakkari             | Caroline Garcia [18]     | Magdaléna Rybáriková [31]     |
| Aleksandra Krunić      | Ashleigh Barty            | Donna Vekić              | Sofia Kenin (WC)              |
| Segunda fase           |                           |                          |                               |
| Nicole Gibbs (Q)       | Risa Ozaki                | Barbora Strýcová [23]    | Ana Bogdan                    |
| Yulia Putintseva       | Ons Jabeur                | Nao Hibino               | Svetlana Kuznetsova [8]       |
| Evgeniya Rodina        | Daria Gavrilova [25]      | Kirsten Flipkens         | Tatjana Maria                 |
| Sorana Cîrstea         | Christina McHale          | Yanina Wickmayer         | Denisa Allertová              |
| Caroline Wozniacki [5] | Mirjana Lučić-Baroni [29] | Arina Rodionova (WC)     | Océane Dodin                  |
| Alizé Cornet           | Ekaterina Alexandrova     | Kristýna Plíšková        | Duan Yingying                 |
| Ajla Tomljanović (PR)  | Zheng Saisai              | Aliaksandra Sasnovich    | Dominika Cibulková [11]       |
| Kateryna Kozlova (Q)   | Peng Shuai [22]           | Sachia Vickery (Q)       | Tímea Babos                   |
| Primeira fase          |                           |                          |                               |
| Magda Linette          | Verónica Cepede Royg      | Danielle Lao (Q)         | Sabine Lisicki (PR)           |
| Misaki Doi             | Andrea Petkovic           | Taylor Townsend (WC)     | Kristina Mladenovic [14]      |
| Petra Martić           | Sofya Zhuk (Q)            | Brienne Minor (WC)       | Alison Riske                  |
| Anett Kontaveit [26]   | Catherine Bellis          | Sara Sorribes Tormo      | Markéta Vondroušová           |
| Kateřina Siniaková     | Eugenie Bouchard          | Kayla Day (WC)           | Allie Kiick (Q)               |
| Anna Blinkova (Q)      | Madison Brengle           | Ashley Kratzer (WC)      | Elise Mertens                 |
| Lara Arruabarrena      | Lesley Kerkhove (Q)       | Wang Qiang               | Anastasia Pavlyuchenkova [19] |
| Lesia Tsurenko [28]    | Francesca Schiavone       | Rebecca Peterson (Q)     | Angelique Kerber [6]          |
| Mihaela Buzărnescu (Q) | Mona Barthel              | İpek Soylu (Q)           | Monica Puig                   |
| Kiki Bertens [24]      | Richèl Hogenkamp          | Pauline Parmentier       | Viktória Kužmová (Q)          |
| Jelena Janković        | Heather Watson            | Anna Zaja (Q)            | Tereza Martincová (Q)         |
| Camila Giorgi          | Misa Eguchi (PR)          | Claire Liu (Q)           | Varvara Lepchenko             |
| Johanna Konta [7]      | Johanna Larsson           | Alison Van Uytvanck      | Annika Beck                   |
| Ana Konjuh [21]        | Julia Boserup             | Roberta Vinci            | Jana Čepelová                 |
| Carina Witthöft        | Irina-Camelia Begu        | Beatriz Haddad Maia      | Amandine Hesse (WC)           |
| Lauren Davis [32]      | Natalia Vikhlyantseva     | Viktorija Golubic        | Simona Halep [2]              |

## Finais

### Profissional
| Categoria | Evento    | Campeã(s)(o/ões)              | Vice-campeã(s)(o/ões)             | Resultado        | Chave(s)  | Chave(s)       |
| --------- | --------- | ----------------------------- | --------------------------------- | ---------------- | --------- | -------------- |
| Simples   | Masculino | Rafael Nadal                  | Kevin Anderson                    | 6–3, 6–3, 6–4    | principal | qualificatório |
| Simples   | Feminino  | Sloane Stephens               | Madison Keys                      | 6–3, 6–0         | principal | qualificatório |
| Duplas    | Masculino | Jean-Julien Rojer Horia Tecău | Feliciano López Marc López        | 6–4, 6–3         | principal | principal      |
| Duplas    | Feminino  | Chan Yung-jan Martina Hingis  | Lucie Hradecká Kateřina Siniaková | 6–3, 6–2         | principal | principal      |
| Duplas    | Misto     | Martina Hingis Jamie Murray   | Chan Hao-ching Michael Venus      | 6–1, 4–6, [10–8] | principal | principal      |

### Juvenil
| Categoria | Evento    | Campeã(s)(o/ões)             | Vice-campeã(s)(o/ões)   | Resultado        | Chave(s)  | Chave(s)       |
| --------- | --------- | ---------------------------- | ----------------------- | ---------------- | --------- | -------------- |
| Simples   | Masculino | Wu Yibing                    | Axel Geller             | 6–4, 6–4         | principal | qualificatório |
| Simples   | Feminino  | Amanda Anisimova             | Cori Gauff              | 6–0, 6–2         | principal | qualificatório |
| Duplas    | Masculino | Hsu Yu-hsiou Wu Yibing       | Toru Horie Yuta Shimizu | 6–4, 5–7, [11–9] | principal | principal      |
| Duplas    | Feminino  | Olga Danilović Marta Kostyuk | Lea Bošković Wang Xiyu  | 6–1, 7–5         | principal | principal      |

### Cadeirante
| Categoria | Evento       | Campeã(s)(o/ões)              | Vice-campeã(s)(o/ões)          | Resultado     | Chave     |
| --------- | ------------ | ----------------------------- | ------------------------------ | ------------- | --------- |
| Simples   | Masculino    | Stéphane Houdet               | Alfie Hewett                   | 6–2, 4–6, 6–3 | principal |
| Simples   | Feminino     | Yui Kamiji                    | Diede de Groot                 | 7–5, 6–2      | principal |
| Simples   | Tetraplégico | David Wagner                  | Andy Lapthorne                 | 7–5, 3–6, 6–4 | principal |
| Duplas    | Masculino    | Alfie Hewitt Gordon Reid      | Stéphane Houdet Nicolas Peifer | 7–5, 6–4      | principal |
| Duplas    | Feminino     | Marjolein Buis Diede de Groot | Dana Mathewson Aniek van Koot  | 6–4, 6–3      | principal |
| Duplas    | Tetraplégico | Andy Lapthorne David Wagner   | Dylan Alcott Bryan Barten      | 7–5, 6–2      | principal |

### Outros eventos
| Categoria         | Evento     | Campeã(s)(o/ões)                  | Vice-campeã(s)(o/ões)                | Resultado        | Chave     |           |
| ----------------- | ---------- | --------------------------------- | ------------------------------------ | ---------------- | --------- | --------- |
| Duplas convidadas | Masculinas | John McEnroe Patrick McEnroe      | Pat Cash Henri Leconte               | 6–2, 6–4         | principal | principal |
| Duplas convidadas | Femininas  | Kim Clijsters Martina Navrátilová | Lindsay Davenport Mary Joe Fernández | 4–6, 6–2, [10–4] | principal | principal |